# タウゲ・ゴレン
タウゲ・ゴレン（インドネシア語で「もやし炒め」の意、英語: Tauge goreng）は、インドネシア料理のベジタリアン料理である。もやしを豆腐の薄切り、ケトゥパットまたはロントン、麺とともに炒め物にし、スパイシーなオンコムベースのソースで和えたものである。タウゲ・ゴレンはインドネシアの西ジャワ州、ジャカルタおよびボゴール市の名物である。通常、屋台の行商人がpikulan(天秤棒)またはgerobak(カート)を使って屋台料理として販売している。インドネシア、特にジャカルタおよびボゴール、デポック、タンゲラン、ブカシを含むジャカルタ大都市圏で人気の屋台料理である。

## 材料
タウゲ・ゴレンは動物性食材を一切使用していないため、ベジタリアン料理である。主な材料はtaugeつまり緑豆もやしである。通常、もやしは客の目の前で小さな簡易コンロを使って調理される。もやしは食用油ではなく少量の熱湯で炒められる。その後、豆腐の薄切り、黄色い麺、ケトゥパットまたはロントンの薄切りを加え、一緒に炒め、混ぜ合わせて加熱する。そして、風味豊かでスパイシーなオンコムベースのソースを調理済みの材料に注ぐ。オンコムベースのソースは、すり潰したオンコムを少量の植物油でスパイス（すり潰したガランガル、salamの葉（インドネシアのベイリーフ）、トマトの薄切り、ネギ、ニラ、タウチョ（発酵大豆ペースト）、ケチャップ・マニス（甘い醤油）、キーライムジュース、塩を含む）とともに炒めることで作られる。
オンコムはテンペに似た鮮やかなオレンジ色の発酵させた砕いた豆であるが、異なる菌類から作られている。スンダ料理で特に人気のある材料である。オンコムベースのソースはボゴール版のラクサにも使用されているため、両者の味は非常によく似ている。オンコムベースのソースはこの料理に土のようなナッツの風味を与えている。

## 種類

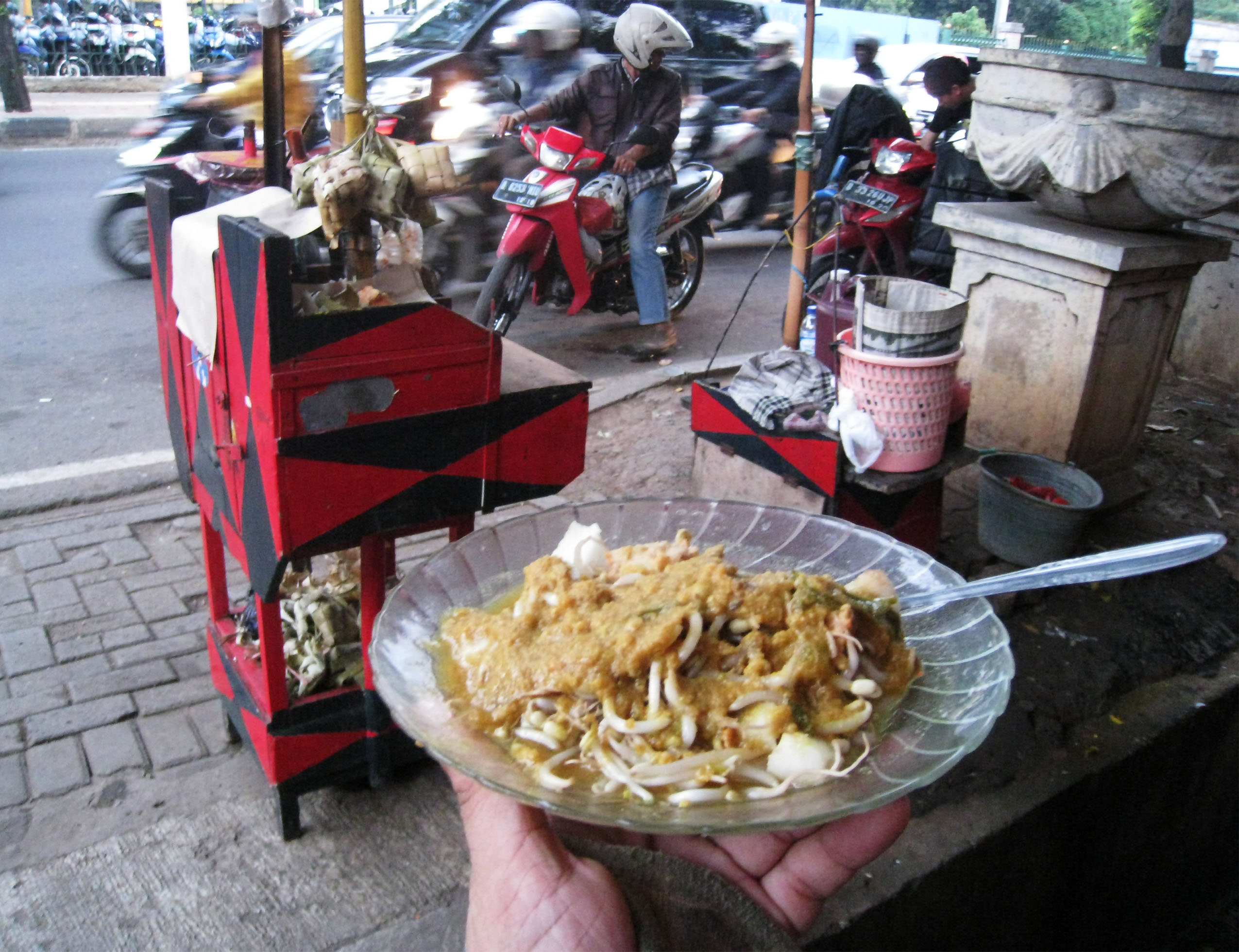
ジャカルタの屋台のタウゲ・ゴレンのカート

インドネシアで最も人気のあるタウゲ・ゴレンは西ジャワ州版であり、前述のようにオンコムベースのソースを使用している。しかし、群島には数多くの炒めもやしの種類が存在する。
マレーシアには、taugeh gorengと呼ばれる似た名前の料理がある。しかし、このマレーシア版ははるかにシンプルでもやしをみじん切りのエシャロット、ニンニク、唐辛子と一緒に醤油で炒めただけのものである。この料理はシンプルな家庭料理であり、国内では屋台料理としては販売されていない。
インドネシアでは、この種のシンプルな炒めもやし（ロントン、麺、オンコム、タウチョソースなし）は通常、さいの目に切った豆腐と混ぜられ、gehuと呼ばれる。これは、taogeとtahuの略語、またはtumis tahu taogeである。こちらも人気のシンプルな家庭料理であり、屋台料理ではない。
炒めもやしの別の種類では、ikan asin(塩漬けの魚)またはteri Medan(メダンのアンチョビ)を使用して風味と塩味を加える。